# World Championship Wrestling
World Championship Wrestling, Inc. (WCW) – zlikwidowana amerykańska federacja wrestlingu, założona w 1988 przez przedsiębiorcę Teda Turnera. W czasach działalności była jedną z największych federacji w Stanach Zjednoczonych i głównym konkurentem World Wrestling Federation (WWF, obecnie WWE).
Federacja założona została w 1988, gdy Universal Wrestling Corporation (filia Turner Broadcasting System) zakupiło będące na skraju bankructwa Jim Crockett Promotions (JCP). Pod nową nazwą gale byłego JCP transmitowane były w telewizji, a dzięki dobremu zarządzaniu zasobami zyskiwały na popularności. W 1993 Eric Bischoff został dyrektorem wykonawczym programów telewizyjnych; pod jego zarządem federacja zaczęła rozwijać realistyczne wątki fabularne i zatrudniać byłych wrestlerów WWF. WCW organizowało liczne gale na żywo, zdobywało popularność dzięki dywizji cruiserweight (wagi lekkociężkiej), która charakteryzowała się inspirowanym lucha libre szybkim, akrobatycznym stylem walk.
W 1995 emisję rozpoczął sztandarowy program telewizyjny federacji – WCW Monday Nitro. Program bezpośrednio rywalizował o oglądalność z WWF Monday Night Raw w tzw. Monday Night Wars (pl. wojnach poniedziałkowych). W latach 1996–1998 WCW poszczycić się mogło 83 wygranymi tygodniami z rzędu, tworząc realne zagrożenie dla dotychczas dominującego rywala i wypracowanej przez WWF hierarchii na scenie amerykańskiego wrestlingu. Jednakże w kolejnych miesiącach, dzięki wątpliwym decyzjom bookerskim, WCW straciło rozpęd i oglądalność; głębokim ciosem dla organizacji było także połączenie firm Time Warner i AOL.
Wkrótce WCW groziło bankructwo. Zasoby federacji, w tym archiwalne nagrania, kontrakty z wrestlerami oraz własność intelektualna (nazwa, mistrzostwa) zostały zakupione przez WWF w marcu 2001. Federacja jako filia Turner Broadcasting Systems została zlikwidowana dopiero w 2017, po dopełnieniu powinności prawnych. Siedziba federacji mieściła się w Atlancie w stanie Georgia.

## Historia

### 1988–1993

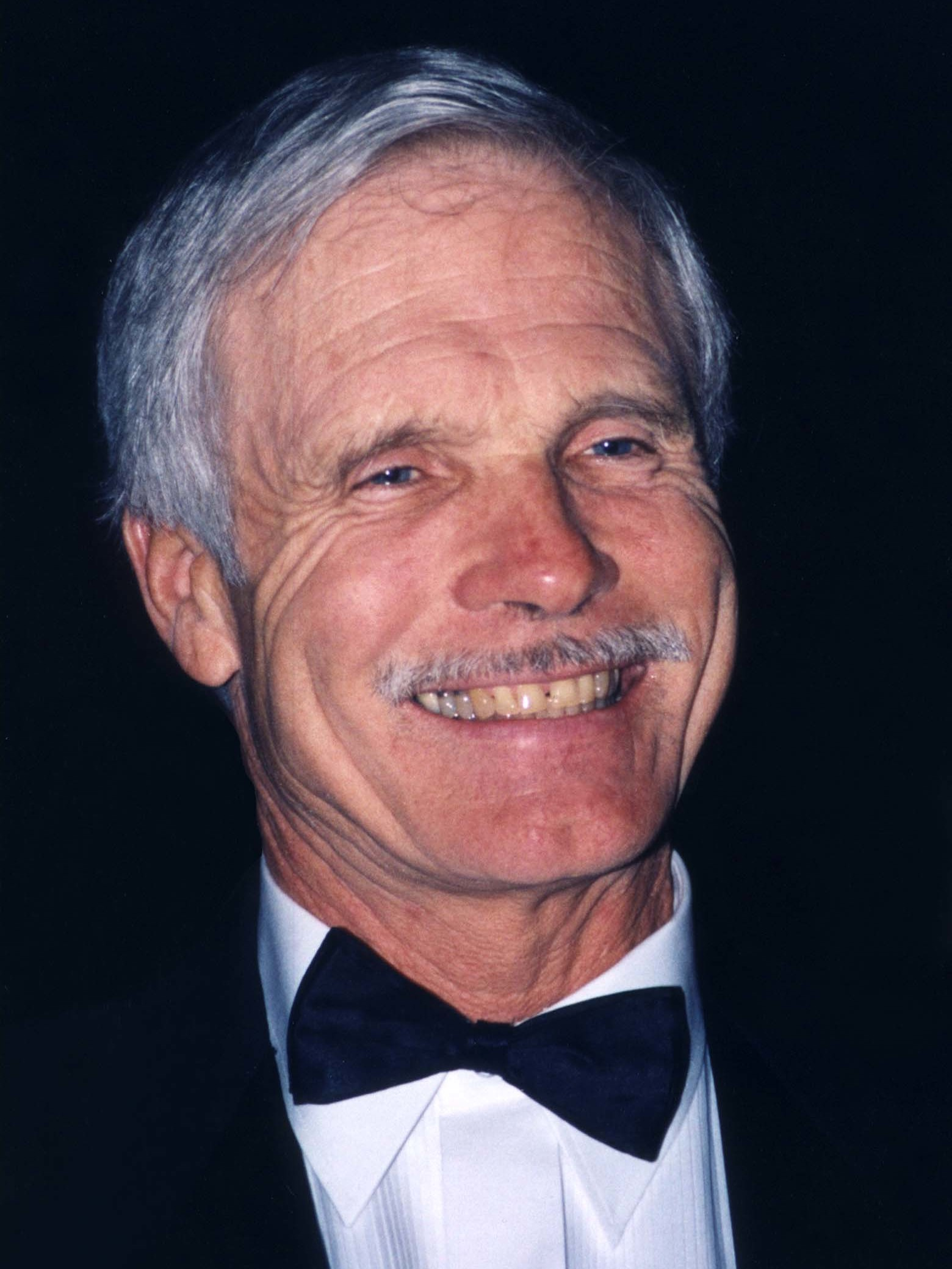
Ted Turner.

W latach 1964–1978 nazwa „World Championship Wrestling” była używana przez australijską federację, należącą do promotora Jima Barnetta. W latach 70. Barnett został jednym z właścicieli Georgia Championship Wrestling (GCW), a gdy jego australijska federacja upadła, zaczął używać terminu „World Championship Wrestling” jako nazwy nowego programu telewizyjnego pod szyldem GCW. Ten emitowany był w sobotnie wieczory na kanale Superstation TBS, którego właścicielem był Ted Turner. Nazwa została przyjęta przez GCW w 1983, kiedy jej programy telewizyjne zaczęto emitować poza terytorium stanu Georgia – oznaczać to miało podążenie w ślady World Wrestling Federation i zapowiedź dalszej ekspansji.
W 1984 Vince McMahon, właściciel World Wrestling Federation (WWF), zakupił wpływy w GCW, co pozwoliło mu na przejęcie czasu antenowego WCW na kanale TBS oraz nazwę programu. Decyzja o emitowaniu programów WWF spotkała się z bardzo negatywną reakcją fanów WCW i GCW. Pozostali właściciele GCW utworzyli kolejną federację – Championship Wrestling from Georgia i szybko podpisali kolejny kontrakt z Turnerem.
W marcu 1985 McMahon, pod presją ze strony Turnera, sprzedał odebrany od WCW czas antenowy oraz nazwę programu w ręce Jim Crockett Promotions (JCP). Szybko nowe WCW połączono z Championship Wrestling from Georgia, a wkrótce pod szyld Crocketta dołączyły również federację z Południowej Karoliny, Kansas, Missouri, Iowy, Florydy i większości środkowego południa. Wyścig zbrojeń trwał także pod względem zatrudniania wrestlerów; Crockett zakontraktował m.in. Dusty’ego Rhodesa (jako bookera), Rika Flaira, Stinga, Rickiego Steamboata, Road Warriors i Nikitę Koloffa.
Koszta kontraktów oraz organizacji gal bezpośrednio rywalizujących z WWF zmusiły Jim Crockett Promotions do sprzedania wpływów Tedowi Turnerowi. Transakcji dokonano w październiku 1988, a już miesiąc później w Atlancie rozpoczęto nagrania programu NWA World Championship Wrestling. W 1989 rolę głównego bookera oraz gwiazdy federacji przejął Ric Flair; jego booking przyniósł programowi dobrą oglądalność i opinie krytyków. W marcu 1990 Flair został jednak oddalony od posady wobec oskarżeń o nierówne traktowanie zawodników. Dotychczas czysto wrestlerskie i wzorowane na NWA, pod kreatywnym zarządem Ole’a Andersona WCW przyjęło rozrywkowy styl WWF. Nagła zmiana przyniosła federacji straty, które tylko pogłębiały się przez kolejne dwa lata. W styczniu 1991 WCW oficjalnie odcięło się od NWA, tworząc swoje własne mistrzostwa – WCW World Heavyweight Championship oraz WCW World Tag Team Championship. Ostatecznego odcięcia od NWA dokonano jednak dopiero w 1994, kiedy Ric Flair zunifikował WCW World Heavyweight Championship z ostatnim mistrzostwem z historią sięgającą NWA.

### Rządy Erika Bischoffa (1993–1999)
Dotychczas komentator, Eric Bischoff został mianowany wiceprezesem wykonawczym WCW w lutym 1993. Pierwszy rok federacji pod jego panowaniem nie przyniósł sukcesów; kontrolę nad scenariuszami nadal mieli Dusty Rhodes i Ole Anderson. W 1994 Bischoff zadeklarował wojnę McMahonowi i WWF; zaczął kontaktować się z największymi byłymi gwiazdami WWF i proponować lukratywną, wieloletnią pracę w WCW na własnych warunkach, z pełną kontrolą nad swoimi postaciami. Tym sposobem do rosteru WCW wkrótce dołączyli m.in. Hulk Hogan i „Macho Man” Randy Savage; wysokie ryzyko dało natychmiastowe pozytywne wyniki, lecz na dłuższą metę okazało się jednym z powodów ostatecznego upadku federacji w 2001.
Mimo dobrych wyników oglądalności i sprzedaży, federacja nie przynosiła dostatecznych zysków. W odpowiedzi na informacje o niezadowoleniu zarządu Turner Broadcasting System, Eric Bischoff zażądał spotkania z Tedem Turnerem; tam, zapytany o strategię pokonania WWF, Bishoff sarkastycznie stwierdził, że jedynym sposobem byłoby zajęcie czasu antenowego przez WCW, najlepiej tak, by mogło bezpośrednio konkurować ze sztandarowym programem WWF, Monday Night Raw. Ku zaskoczeniu Bischoffa, Turner umożliwił mu przejęcie poniedziałkowych wieczorów. WCW Monday Nitro zadebiutowało 4 września 1995; transmitowane było na żywo z Mall of America w Bloomington w stanie Minnesota. Podczas gali do WCW powrócił świeżo zakontraktowany Lex Luger (jeszcze dzień wcześniej Luger walczył na live evencie WWF). Bez konkurencji w pierwszym tygodniu (Raw nie zostało wyemitowane, na USA Network trwała transmisja z turnieju US Open), Nitro szybko nabrało rozpędu. Bischoff podczas programu podawał wyniki nagrań Raw aby fani nie musieli przełączać kanałów, a gwiazdy WWF „przeskakiwały” do WCW z dnia na dzień. WWF na zagrywki WCW odpowiadało skeczami o „Bilionerze Tedzie”, uderzając bezpośrednio w Turnera. Rozpoczęły się poniedziałkowe wojny.

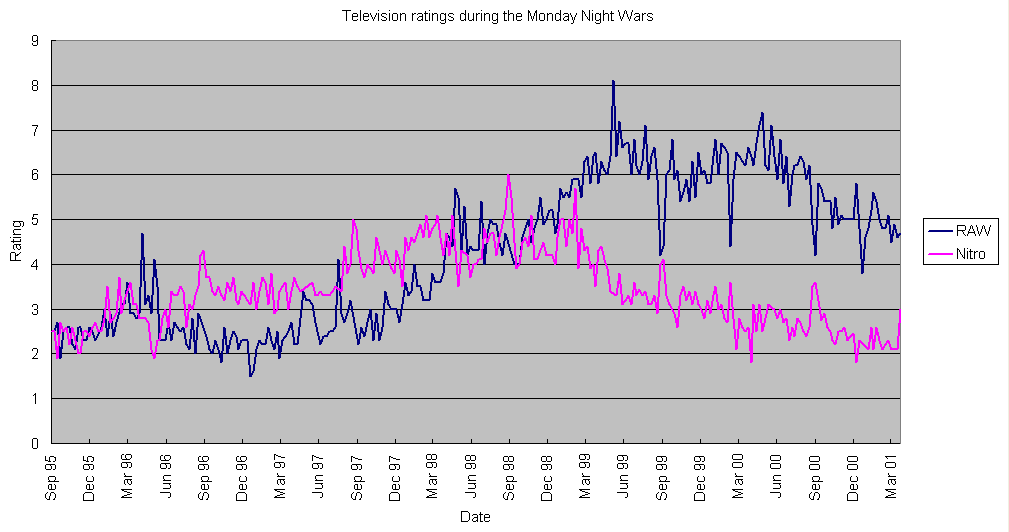
Porównanie statystyk oglądalności Raw i Nitro w okresie wojen poniedziałkowych.

Szala przechyliła się na stronę WCW 27 maja 1996, gdy Scott Hall, walczący do tej pory po stronie WWF jako Razor Ramon, niespodziewanie wszedł do ringu Nitro i zadeklarował, że „jeśli [WCW] chce wojny, to ją dostanie”. Zapowiedział, że on i jego dwaj znajomi przejmą federację i rzucił najlepszym wrestlerom WCW wyzwanie obrony swojego terytorium. W kolejnych tygodniach u boku Halla w WCW zadebiutował Kevin Nash; dwaj „outsiderzy” pojawiali się na galach, interweniowali w walkach i przeszkadzali komentatorom, by sprowokować roster WCW. Kulminacją rywalizacji miała być walka drużynowa na gali Bash at the Beach; podczas tej trzecim, długo wyczekiwanym przez fanów partnerem Halla okazał się Hulk Hogan. Po pokonaniu reprezentantów WCW, Hogan ogłosił swoją frakcję „nowym porządkiem świata wrestlingu”. Stąd wzięła się nazwa stajni, która przez kolejne cztery lata dominowała programy WCW – New World Order (nWo). Dzięki scenariuszom zawierającym nWo, Bischoffa, Stinga oraz The Four Horsemen Nitro wygrywało kolejne tygodnie, z najlepszymi wynikami oglądalności przypadającymi na rok 1997.
Po niesławnym incydencie w Montrealu do wypełnionego byłymi gwiazdami WWF rosteru WCW dołączył Bret Hart. Federacja dysponowała również dobrym midcardem (m.in. Chris Jericho, Eddie Guerrero, Chris Benoit, Dean Malenko, Raven) oraz dywizją wagi lekkociężkiej, w walkach której brali udział zawodnicy z Meksyku i Japonii. WCW otrzymało od Turnera dodatkowy czas antenowy w czwartki, co zaowocowało debiutem programu WCW Thunder w styczniu 1998.
Pierwszym znakiem wróżącym upadek WCW była zła dyspozycja Bretem Hartem. Ten, wciąż uważany za gorący temat po transferze z WWF, używany był w WCW jako midcarder. Choć ostatecznie Hart dostał się do grona największych gwiazd WCW, w styczniu 2000 doznał kontuzji, która zakończyła jego karierę; ogromny transfer przyniósł federacji straty. W 1998 na zagrywki WCW zaczął odpowiadać zarząd kreatywny WWF; zmiana w podejściu do bookingu spopularyzowała zawodników takich jak Steve Austin, The Rock, Triple H (jak i całe D-Generation X), Mankind oraz Kane. Po incydencie w Montrealu ważną postacią w scenariuszach WWF stał się sam Vince McMahon; ten, grając antagonistyczną rolę znienawidzonego prezesa WWF, wdał się w długą rywalizację ze Steve’em Austinem. 13 kwietnia 1998 Raw, którego walką wieczoru było starcie między McMahonem a Austinem, pokonało Nitro po raz pierwszy od 84 tygodni. WCW próbowało odpowiedzieć scenariuszem z rozłamem nWo, lecz pomysł nie spotkał się z wystarczająco pozytywnym odbiorem fanów. Również próby wypromowania byłego zawodnika NFL Billa Goldberga nie przyniosły Nitro długotrwałego zwycięstwa nad Raw.
25 października 1998 transmisja gali Halloween Havoc, decyzją ostatniej chwili, została wydłużona o dodatkowy pojedynek; jako, że była to gala w systemie pay-per-view o wcześniej określonym czasie emisji, transmisja wielu fanów została przerwana w trakcie walki wieczoru między Goldbergiem a Diamond Dallas Pagem. Następnej nocy WCW postanowiło naprawić krzywdę i wyemitowało walkę w całości podczas Nitro. Był to ostatni odcinek programu, który zdołał pokonać Raw pod względem oglądalności.
Przedwczesne przerwanie serii zwycięstw Goldberga, krytykowane scenariusze oraz niesławna walka między Hulkiem Hoganem a Kevinem Nashem podczas Nitro z 4 stycznia 1999 były kolejnymi ciosami w reputację WCW. Również 4 stycznia, komentator Nitro Tony Schiavone, wedle polecenia Erica Bischoffa, zdradził wynik nagranej wcześniej walki o WWF Championship między Mankindem a The Rockiem. Sarkastycznie dodał, że „ha, to na pewno zmusi innych do zmiany kanału”. Plan spalił na panewce, bowiem ponad pół miliona fanów natychmiast przełączyło transmisję na Raw, by zobaczyć na własne oczy tryumf Mankinda.
WCW nie zdołało odzyskać wcześniejszych dobrych wyników po odcinku z 4 stycznia. Z powodu gwarantowanych długoletnich kontraktów zawodnicy WCW nie mieli motywacji, by walczyć dobrze. Mimo że WCW miało do dyspozycji młodych, przyszłych członków WWE Hall of Fame, zarząd nie wykorzystywał ich potencjału. Time Warner nadawało WCW kolejne ograniczenia i zakazy; programy miały być przyjazne najmłodszym odbiorcom. WWF tymczasem, z brutalną i kontrowersyjną Attitude Erą w zenicie, trafiało do szerszego grona odbiorców. Eric Bischoff został zwolniony z posady prezesa WCW 10 września 1999, po nieudanej próbie nawiązania dłuższej współpracy z zespołem KISS.

### Rządy Vince’a Russo (1999–2000)

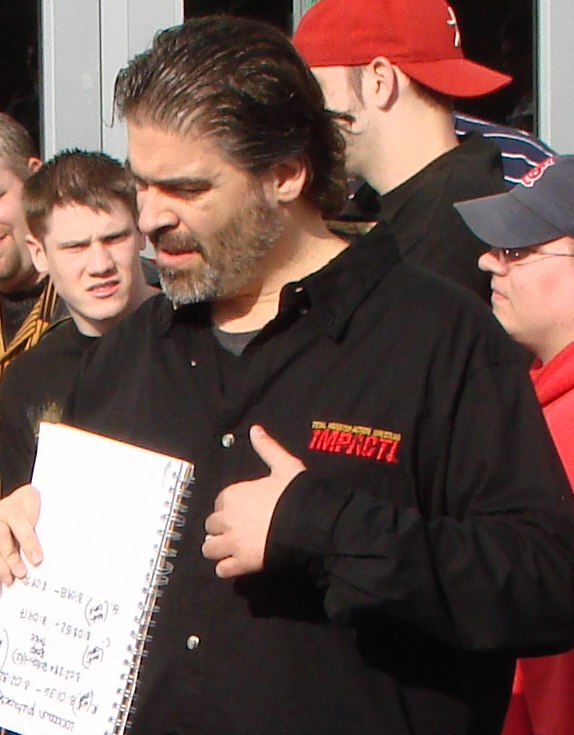
Vince Russo.

Posadę Bishoffa przejął Bill Busch, pod zarządem którego federacja zatrudniła byłych scenopisarzy WWF Vince’a Russo oraz Eda Ferrarę. Russo i Ferrara próbowali odwzorować Attitude Erę WWF, nad którą wcześniej pracowali. Duet podjął kilka niesławnych decyzji kreatywnych, m.in. „Pinata on a Pole” match między meksykańskimi wrestlerami, chłodno przyjęta postać „Oklahomy” będąca parodią byłego komentatora WCW Jima Rossa (Ross zmagał się z porażeniem Bella, którą za pomocą postaci wyśmiewano), nakazanie Goldbergowi rozbicie szyby podczas walki (Goldberg rozciął sobie wówczas jedną z tętnic, co niemal nie kosztowało go zawieszenie kariery), czy próba wypromowania byłego zawodnika UFC Tanka Abbotta na potencjalnego mistrza federacji. Russo zaczął brać czynny udział w programie, przyjmując rolę anonimowego menadżera Nitro. Wprowadził też styl „worked shoots”, który polegał na zacieraniu linii pomiędzy fabułą a rzeczywistością; wrestlerzy mieli grać tak, aby wszystko wyglądało na niezaplanowane. WCW wciąż jednak traciło oglądalność; w styczniu 2000 czas antenowy Nitro został zredukowany z trzech do dwóch godzin, co jeszcze bardziej pogorszyło statystyki programu.
Po trzech miesiącach chaotycznych rządów, na przełomie 1999 i 2000, Russo i Ferrara zostali zawieszeni, a nowym głównym scenarzystą został Kevin Sullivan, dotychczas wrestler i sporadyczny booker. Sullivan nie był jednak powszechnie lubiany przez współpracowników, a na wieść o jego awansie grupa wrestlerów, w tym Chris Benoit, Eddie Guerrero, Dean Malenko oraz Perry Saturn udali się z zażaleniem do Billa Buscha. Choć Busch zarzekał się, że Sullivan nie będzie miał kontroli nad Nitro i Thunder, to ostatecznie zwolnił wymienionych zawodników, z wyjątkiem Benoit. Sytuację pogarszała zaplanowana przez Sullivana wygrana Benoit w walce o WCW World Heavyweight Championship. Benoit zdobył tytuł, a dzień później oddał pas władzom federacji, odchodząc wraz ze zwolnionymi wrestlerami do WWF. W lutym 2000 dwunastu zawodników oskarżyło władze WCW o dyskryminację rasową, grożąc pozwem sądowym. Aby ratować reputację federacji, zadecydowano o zabookowaniu zdobycia World Heavyweight Championship przez Bookera T, czyniąc go pierwszym afroamerykańskim mistrzem świata.
W kwietniu 2000 Russo i Bischoff zostali przywróceni na posady; ich decyzją dokonano pełnego rebootu WCW – wszystkie scenariusze zostały anulowane, a wszystkie mistrzostwa zawieszone. Pierwszym głównym scenariuszem przedstawionym przez Russo była rywalizacja między grupą młodych zawodników (The New Blood) a grupą wrestlerów z długoletnim stażem (The Millionaire's Club). Choć pierwotnie ciepło przyjęta, rywalizacja wkrótce zaczęła przypominać kolejną odsłonę feudu nWo kontra WCW, której lata świetności zdążyły już minąć. Russo nie rezygnował z ryzykownych, kontrowersyjnych decyzji; zaplanował zdobycie World Heavyweight Championship przez celebrytę Davida Arquette oraz siebie samego, co na dłuższą metę znacząco obniżyło prestiż najważniejszego tytułu federacji. Russo wdał się w zakulisowy konflikt z Hulkiem Hoganem; wierzył, że czas Hogana dobiegł końca, toteż używał go jedynie do promowania innych zawodników. Napięcie sięgnęło punku kulminacyjnego podczas gali Bash at the Beach, kiedy Hogan dowiedział się, że przegra walkę o mistrzostwo z Jeffem Jarrettem. Hogan zażądał odwrócenia losów walki; Russo zgodził się i nakazał Jarrettowi po prostu położyć się w ringu, tak, by Hogan nie zdobył tytułu w uczciwej walce. Na gali Jarrett wykonał instrukcje, a Russo osobiście zszedł do ringu i rzucił pasem pod nogi Hogana. Hogan chwycił mikrofon i zburzył czwartą ścianę krzycząc „Takie są twoje pomysły, Russo? To przez nie ta federacja jest w takim a nie innym stanie, przez te twoje bzdury!”. Gdy Hogan wyszedł z ringu Russo odpowiedział, wulgarnie przezywając go i stwierdzając, że „fani WCW już nigdy go nie zobaczą”; było to jednoznaczne ze zwolnieniem Hogana. W październiku 2000 Hogan pozwał WCW o zniesławienie wizerunku postaci.
Podczas gali New Blood Rising kontuzjowany Bill Goldberg wyszedł przeciwko scenariuszowi i zrezygnował z walki, przezywając Russo w drodze na zaplecze. Goldberg, do tej pory jedna z największych gwiazd WCW, nie przedłużył kontraktu z federacją i odszedł w styczniu 2001. Odcinek Nitro z 15 stycznia był ostatnim nagranym poza terytorium wcześniejszego NWA; przez następne miesiące odcinki nadawano z południowego wschodniego wybrzeża w celu obniżenia kosztów produkcji. Co więcej, z federacji zwolniono niemal cały personel żeński.

### Przejęcie przez World Wrestling Federation/Entertainment
W 1996 stacje Teda Turnera zostały wykupione przez Time Warner. Turner pozostawał lojalny wobec WCW bez względu na poniesione straty, jednak zarząd Time Warner nie podzielał jego entuzjazmu. Turner posiadał największe wpływy w Time Warner do momentu połączenia korporacji z AOL w 2000. We wczesnym 2001 utrzymanie WCW okazało się zbyt drogie dla AOL Time Warner. Eric Bischoff wraz z grupą inwestorów Fusient Media Ventures próbował wykupić WCW z rąk Time Warner, jednak transakcja nigdy nie doszła do skutku; po wycofaniu programów WCW ze stacji Turnera wartość federacji nie spełniła oczekiwań Fusient.
23 marca 2001 znaki towarowe WCW, zarchiwizowane materiały wideo oraz 24 wybrane kontrakty z zawodnikami zostały wykupione przez Vince’a McMahona; wartość wyceniono na 4,2 miliona dolarów amerykańskich. Większość najdroższych wieloletnich kontraktów WCW, w tym kontrakty Goldberga, Rika Flaira, Kevina Nasha i Stinga, została podpisana bezpośrednio z AOL Time Warner, toteż do wygaśnięcia umów korporacja zmuszona była wypłacać zawodnikom wynagrodzenia. Ostatnich zobowiązań prawnych związanych z WCW, już pod nazwą Universal Wrestling Corporation, dokonano 16 grudnia 2017.
TNT zezwoliło na transmisję ostatniego odcinka Nitro, nadawanego z Panama City Beach w stanie Floryda, 26 marca 2001. McMahon rozpoczął połączoną z równoległym WWF Monday Night Raw transmisję samochwalnym monologiem. WCW United States Champion Booker T zdobył WCW World Heavyweight Championship w walce ze Scottem Steinerem. W walce wieczoru Sting pokonał Rika Flaira; pojedynek był nawiązaniem do pierwszego odcinka Nitro, gdzie zawodnicy również się ze sobą zmierzyli. Po walce McMahon zamierzał zadeklarować zwycięstwo WWF nad WCW, jednak przemowę przerwał mu jego syn, Shane McMahon. Wedle scenariusza, młodszy McMahon, obecny w ringu Nitro, wyjawił, że to on, a nie Vince, wykupił WCW, a więc federacja należy do niego. Segment rozpoczął tzw. inwazję WCW na WWF, która trwała do listopada 2001. Ostatni odcinek WCW WorldWide wyemitowano 1 kwietnia 2001.

## Wpływ na wrestling

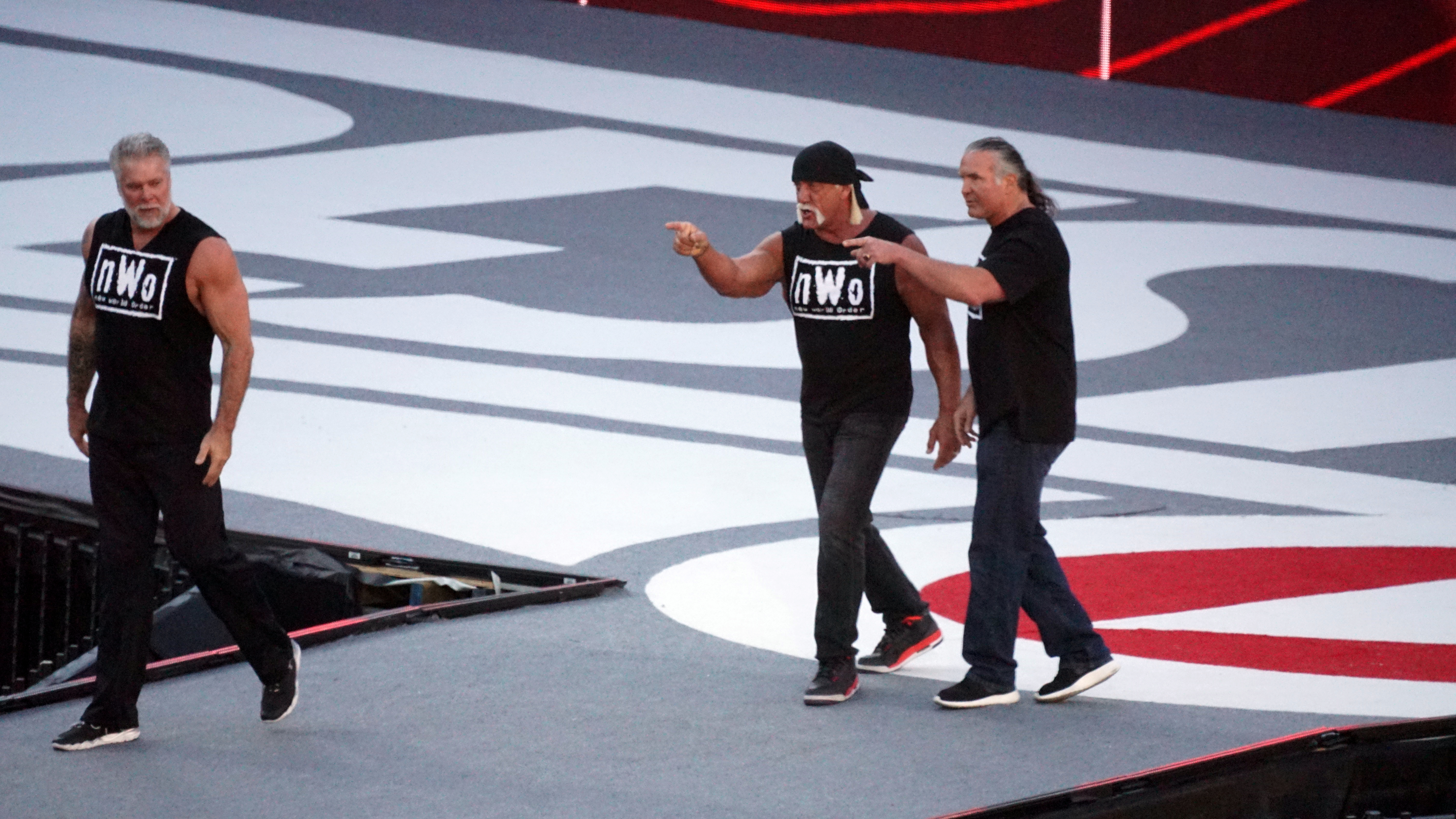
New World Order (od lewej: Kevin Nash, Hulk Hogan i Scott Hall) wychodzący na ring podczas WrestleManii 31 w 2015.

WCW jako federacja pierwotnie stawiała na styl wrestlingu wywodzący się ze środkowego południa Stanów Zjednoczonych; ten charakteryzował się utrzymaniem iluzji rzeczywistych walk i braku scenariusza, długimi pojedynkami i rywalizacjami. W przeciwieństwie do przerysowanych postaci i gwiazdorstwa zawodników WWF, styl południowy skupiał się na akcji czysto technicznej, bliskiej wczesnemu wrestlingowi. W dużej mierze dzięki scenariuszom zawierającym grupę New World Order, od połowy 1996 do 1998 WCW dominowało w telewizyjnych rankingach oglądalności wrestlingu, utrzymując 83-tygodniową passę zwycięstw nad WWF.
Po praktycznym zamknięciu federacji w 2001 powstały dwie nowe promocje – World Wrestling All-Stars (WWA) oraz Xcitement Wrestling Federation (XWF) – które zatrudniały byłych zawodników WCW. XWF zakończyło działalność po roku, natomiast WWA zamknięto w 2003. Pozycję WCW jako głównego rywala WWF/E przejęła założona przez byłego wrestlera WCW Jeffa Jarretta federacja Total Nonstop Action Wrestling (TNA), a później All Elite Wrestling (AEW) Tony’ego Khana.
WWF pierwotnie zatrzymało wszystkie mistrzostwa WCW. Te pozostawały aktywne do momentu unifikacji z odpowiadającym im mistrzostwom WWF. W 2003, WWF/E wskrzesiło United States Championship (WWE uznaje historię posiadaczy sięgającą roku 1975).
W latach 2004–2012 WWE organizowało gale pod nazwą The Great American Bash, używaną pierwotnie przez Jim Crockett Promotions, a później WCW. Gal zorganizowanych przez WWE doczekały się również cykle Clash of Champions oraz Starrcade. Charakterystyczny dla WCW typ walk WarGames został przywrócony przez WWE w ramach serii gal NXT TakeOver.
W 2004 WWE wydało serię DVD Starrcade: The Essential Collection, w sierpniu 2009 The Rise and Fall of WCW, a w 2015 serię trzech filmów dokumentalnych The Very Best of WCW Monday Nitro. Archiwalne materiały WCW, w tym wszystkie odcinki Nitro, wybrane odcinki Thunder, większość gal pay-per-view oraz Clash of Champions znalazły się na platformie streamingowej WWE Network.
WCW stało się jednym z tematów przewodnich gier WWE '12 i WWE '13, wydanych przez THQ.

## Mistrzostwa

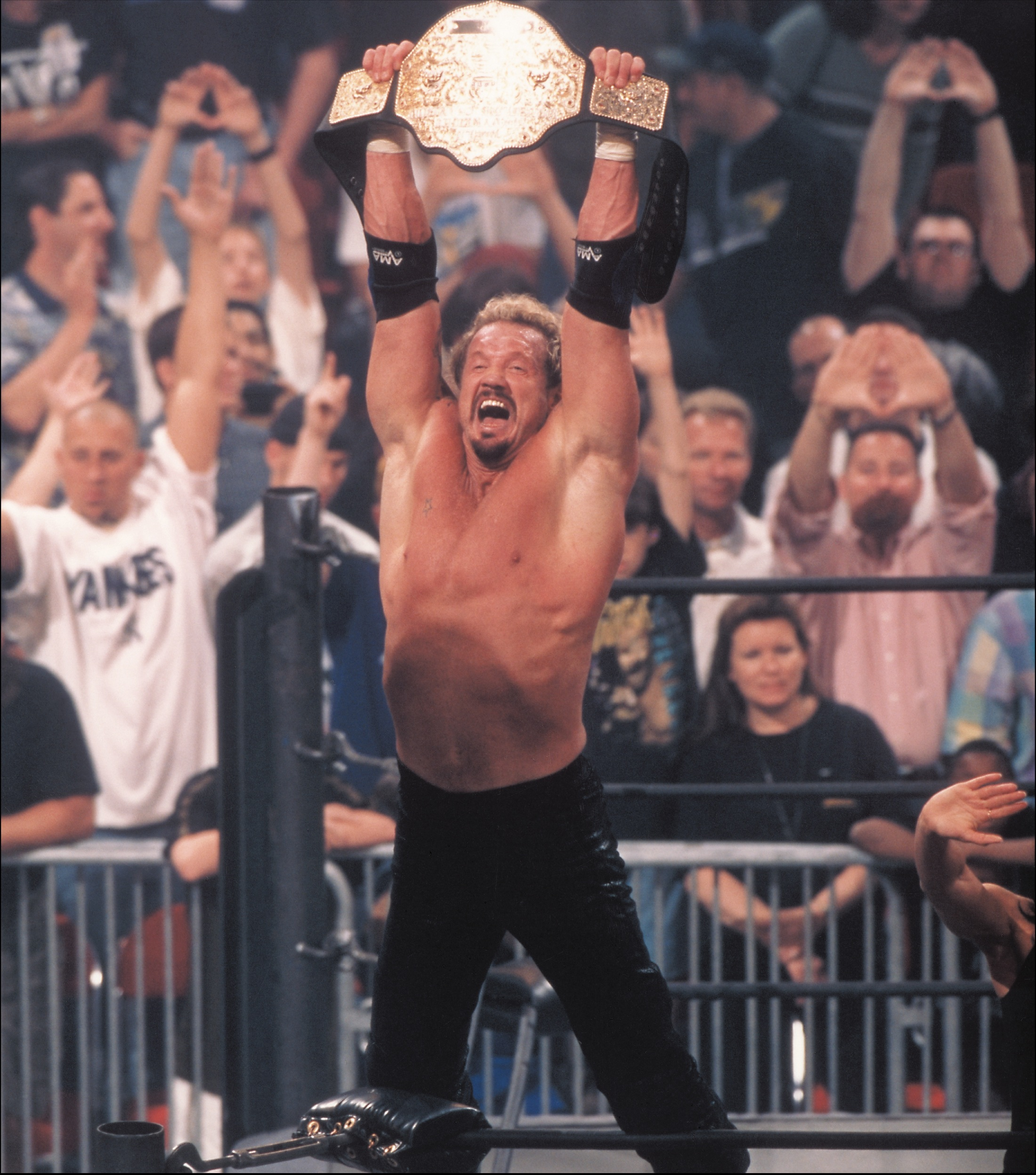
Diamond Dallas Page jako WCW World Heavyweight Champion.

| Mistrzostwo                                      | Opis |
| ------------------------------------------------ | --- |
| NWA Western States Heritage Championship         | Drugorzędne mistrzostwo National Wrestling Alliance. Bronione w WCW od 1988 do 1989. |
| NWA World Heavyweight Championship               | Mistrzostwo świata National Wrestling Alliance. Bronione w WCW od 1988 do 1993. |
| NWA World Tag Team Championship                  | Mistrzostwo drużynowe National Wrestling Alliance. Bronione w WCW od 1992 do 1993. |
| WCW Cruiserweight Championship                   | Mistrzostwo utworzone w WCW w 1996; po przejęciu WCW przez WWF/E tytuł funkcjonował do marca 2008 pod nazwą WWE Cruiserweight Championship. |
| WCW Cruiserweight Tag Team Championship          | Mistrzostwo utworzone 18 marca 2001; zniesione po zakupie WCW przez WWF. |
| WCW Light Heavyweight Championship               | Mistrzostwo utworzone w 1991; bronione do 1992. |
| WCW Hardcore Championship                        | Mistrzostwo utworzone w 1999; zniesione po zakupie WCW przez WWF. |
| WCW International World Heavyweight Championship | Drugie mistrzostwo świata WCW. Utworzone w 1993; zunifikowane z WCW World Heavyweight Championship w 2004. |
| WCW United States Heavyweight Championship       | Drugorzędne mistrzostwo WCW. Utworzone w 1975 przez NWA Mid-Atlantic Championship Wrestling; po zakupie WCW przez WWF/E zunifikowane z WWF Intercontinental Championship. W 2003 WWE przywróciło mistrzostwo pod nazwą WWE United States Championship. |
| WCW United States Tag Team Championship          | Mistrzostwo utworzone w 1986 przez NWA Mid-Atlantic Championship Wrestling; bronione w WCW do 1992. |
| WCW Women's Championship                         | Mistrzostwo kobiet utworzone w 1996; bronione do 1997. |
| WCW Women's Cruiserweight Championship           | Mistrzostwo dla dywizji wagi lekkociężkiej, utworzone w 1997; bronione do 1998. |
| WCW World Heavyweight Championship               | Mistrzostwo świata WCW, utworzone w 1991; po zakupie przez WWF zunifikowane z WWF Championship. |
| WCW World Six-Man Tag Team Championship          | Mistrzostwo pochodne od NWA World Six-Man Tag Team Championship federacji NWA Mid-Atlantic Championship Wrestling; bronione w WCW do 1991. |
| WCW World Tag Team Championship                  | Mistrzostwo drużynowe WCW. Utworzone w 1975 przez NWA Mid-Atlantic Championship Wrestling; po zakupie WCW przez WWF zunifikowane z WWF World Tag Team Championship.                                                                                    |
| WCW World Television Championship                | Mistrzostwo utworzone w 1974 przez NWA Mid-Atlantic Championship Wrestling; bronione w WCW do 2000. |

## Programy telewizyjne
| Program                              | Data pierwszej emisji | Data ostatniej emisji | Opis |
| ------------------------------------ | --------------------- | --------------------- | --- |
| WCW Pro                              | 1958                  | wrzesień 1998         | Nadawany także pod nazwami NWA Pro Wrestling i Mid-Atlantic Championship Wrestling                             |
| WCW Saturday Night                   | 25 grudnia 1971       | 19 sierpnia 2000      | Nadawany także pod nazwami WCW Saturday Morning, Georgia Championship Wrestling i World Championship Wrestling |
| Best of World Championship Wrestling | 1973                  | 1987                  | |
| WCW WorldWide                        | 1975                  | 1 kwietnia 2001       | Nadawany także pod nazwą World Wide Wrestling                                                                  |
| WCW Clash of the Champions           | 27 marca 1988         | 21 sierpnia 1997      | Nadawany także pod nazwą NWA Clash of the Champions                                                            |
| WCW Main Event                       | 21 stycznia 1988      | 3 stycznia 1998       | Nadawany także pod nazwą NWA Main Event                                                                        |
| WCW Power Hour                       | 23 czerwca 1989       | 5 marca 1994          | Nadawany także pod nazwą NWA Power Hour                                                                        |
| WCW All Nighter                      | 6 marca 1994          | 10 stycznia 1995      | |
| WCW Prime                            | 6 lutego 1995         | 1997                  | |
| WCW Monday Nitro                     | 4 września 1995       | 26 marca 2001         | |
| WCW Thunder                          | 8 stycznia 1998       | 21 marca 2001         | |